# Deutzia macrantha
Deutzia macrantha är en hortensiaväxtart som beskrevs av Joseph Dalton Hooker och Thoms. Deutzia macrantha ingår i släktet deutzior, och familjen hortensiaväxter. Inga underarter finns listade i Catalogue of Life.